# Haemaphysalis kinneari
Haemaphysalis kinneari är en fästingart som beskrevs av Warburton 1913. Haemaphysalis kinneari ingår i släktet Haemaphysalis och familjen hårda fästingar. Inga underarter finns listade i Catalogue of Life.